# Pierre Korb
Pierre Korb (20 d'abril de 1908 - 22 de febrer de 1981) fou un futbolista francès.

## Selecció de França
Va formar part de l'equip francès a la Copa del Món de 1934.